# John Dykstra
John Charles Dykstra (Long Beach, 3 giugno 1947) è un effettista statunitense, nonché uno dei primi tecnici ad avvalersi dell'uso dei computer nella realizzazione dei film.

## Biografia
John Dykstra, che aveva studiato disegno industriale, come primo lavoro nel mondo del cinema collaborò con il regista Douglas Trumbull per supervisionare gli effetti del film Silent Running (1972, chiamato in Italia 2002: la seconda odissea). Tempo dopo, George Lucas, che stava cercando tecnici per gli effetti speciali di Guerre stellari, si rivolse a Trumbull, esperto di effetti lui stesso oltre che regista: egli suggerì a Lucas di accettare Dykstra come suo collaboratore.

### Innovazioni
Per Guerre stellari Dykstra mise a punto un sistema di ripresa computerizzato, il primo della storia del cinema, che prese il suo nome: Dykstraflex. Esso consisteva in cineprese Vistavision e circuiti integrati TTL a basso costo: la macchina da presa così organizzata era in grado di compiere sette differenti movimenti interamente controllati dal computer, che vennero sfruttati per buona parte delle sequenze con le riprese più innovative del film. Ad ogni modo durante la produzione degli effetti speciali per Guerre Stellari si accumularono tensioni fra Lucas e Dykstra culminate, a fine produzione del film, nel licenziamento di quest'ultimo dalla Industrial Light & Magic, la società di produzione di effetti speciali creata da Lucas apposta per Guerre Stellari e di cui Dykstra era cofondatore. Dykstra non partecipò infatti alle produzioni de L'Impero colpisce ancora e de Il ritorno dello Jedi. Fu invece chiamato dalla Universal Studios per la produzione degli effetti speciali del pilot del telefilm Galactica. Dopo che questo è andato in onda Lucas e la 20th Century Fox portarono la Universal in tribunale con l'accusa di plagio. Il procedimento giudiziario portò comunque ad un nulla di fatto. Anni più tardi Dykstra avrebbe fondato la sua società di effetti visivi, la Apogee, Inc.
Per il film del 1982 Firefox - Volpe di fuoco invece Dykstra ideò una tecnica definita reverse bluescreen: essa era necessaria per rendere bene l'effetto del modellino di jet che vola contro uno sfondo chiaro, come il cielo. Dapprima i modelli venivano dipinti con una vernice a base di fosforo e fotografati con l'aiuto di una luce forte su di uno sfondo scuro, e successivamente rifotografati utilizzando però luce ultravioletta: in questo modo il modello diventava un emettitore di luce e quindi, una volta riversato su pellicola il tutto, sarebbe stato più credibile l'effetto di un oggetto scuro e lucente che si spostava su di uno sfondo luminoso.

### Opere recenti
Fra gli ultimi film a cui Dykstra ha lavorato vi sono quattro film appartenenti a due diverse saghe di supereroi, ovvero Batman Forever (1995) e Batman & Robin (1997) in un caso e Spider-Man (2002) e Spider-Man 2 (2004) nell'altro. Per quest'ultimo titolo ha anche vinto un premio Oscar per i migliori effetti visivi.
Il suo primo film da regista è Super Zero, adattamento del fumetto Essex County di Jeff Lemire.

## Filmografia

### Effetti visivi
- 2002: la seconda odissea (Silent Running), regia di Douglas Trumbull (1972) - effetti speciali fotografici
- Guerre stellari (Star Wars), regia di George Lucas (1977) - supervisore agli effetti speciali fotografici
- Galactica (Battlestar Galactica) - serie TV, 1x1 (1978-1979) - supervisore agli effetti e alle miniature
- Avalanche Express, regia di Mark Robson e Monte Hellman non accreditato (1979) - supervisore agli effetti speciali per la Apogee
- Star Trek (Star Trek: The Motion Picture), regia di Robert Wise (1979) - supervisore agli effetti fotografici per la Apogee
- Palla da golf (Caddyshack), regia di Harold Ramis (1980) - supervisore agli effetti speciali
- Firefox - Volpe di fuoco (Firefox), regia di Clint Eastwood (1982) - produttore effetti visivi
- Starflight: The Plane That Couldn't Land, regia di Jerry Jameson - film TV (1983) - effetti speciali
- Space Vampires, regia di Tobe Hooper (1985) - effetti visivi
- Alice in Wonderland, regia di Harry Harris (1985) - effetti visivi
- Invaders (Invaders from Mars), regia di Tobe Hooper (1986) - effetti visivi (anche aiuto regista)
- Out on a Limb, regia di Robert Butler - film TV (1987) - supervisore agli effetti visivi
- Fuga dallo spazio (Something Is Out There), regia di Richard Colla - film TV (1988) - designer effetti visivi
- Ho sposato un'aliena (My Stepmother Is an Alien), regia di Richard Benjamin (1988) - supervisore agli effetti visivi
- I figli del fuoco (Spontaneous Combustion), regia di Tobe Hooper (1990) - consulente per gli effetti speciali
- Batman Forever, regia di Joel Schumacher (1995) - supervisore agli effetti visivi
- Batman & Robin, regia di Joel Schumacher (1997) - effetti visivi
- Stuart Little - Un topolino in gamba (Stuart Little), regia di Rob Minkoff (1999) - supervisore agli effetti visivi senior (anche aiuto regista)
- Spider-Man, regia di Sam Raimi (2002) - designer effetti visivi
- Spider-Man 2, regia di Sam Raimi (2004) - designer effetti visivi
- Hancock, regia di Peter Berg (2008) - supervisore agli effetti visivi e designer effetti visivi
- Bastardi senza gloria (Inglourious Basterds), regia di Quentin Tarantino (2009) - designer effetti visivi
- X-Men - L'inizio (X-Men: First Class), regia di Matthew Vaughn (2011) - designer effetti visivi
- Il settimo figlio (Seventh Son), regia di Sergej Vladimirovič Bodrov (2014) - designer effetti visivi
- The Hateful Eight, regia di Quentin Tarantino (2015) - designer effetti visivi
- X-Men - Apocalisse (X-Men: Apocalypse), regia di Bryan Singer (2016) - designer effetti visivi
- C'era una volta a... Hollywood (Once Upon a Time in... Hollywood), regia di Quentin Tarantino (2019) - designer effetti visivi

### Produttore
- Galactica (Battlestar Galactica) - serie TV, 0x1 (1978-1979)
- Galactica (Battlestar Galactica) - serie TV, 1x1 (1978-1979)
- Galactica (Battlestar Galactica) - serie TV, 1x6 (1978-1979)

## Premi e riconoscimenti

### Premio Oscar
- 1978 - Migliori effetti speciali per Guerre stellari
- 1978 - Oscar al merito tecnico-scientifico
- 1980 - Candidato ai migliori effetti speciali per Star Trek
- 2000 - Candidato ai migliori effetti speciali per Stuart Little - Un topolino in gamba
- 2003 - Candidato ai migliori effetti speciali per Spider-Man
- 2005 - Migliori effetti speciali per Spider-Man 2